# Paragus mongolicus
Paragus mongolicus är en tvåvingeart som beskrevs av Bankowska 2000. Paragus mongolicus ingår i släktet stäppblomflugor, och familjen blomflugor.
Artens utbredningsområde är Mongoliet. Inga underarter finns listade i Catalogue of Life.